# Oktober 2002
Portal Geschichte | Portal Biografien | Aktuelle Ereignisse | Jahreskalender | Tagesartikel

◄ |
20. Jahrhundert |
21. Jahrhundert

◄ |
1970er |
1980er |
1990er |
2000er
| 2010er | 2020er | 2030er | ►

◄ |
1998 |
1999 |
2000 |
2001 |
2002
| 2003 | 2004 | 2005 | 2006 | ►

◄ |
Juli 2002 |
August 2002 |
September 2002 |
Oktober 2002 |
November 2002 |
Dezember 2002 |
Januar 2003 |
►
Dieser Artikel behandelt tagesbezogene Nachrichten und Ereignisse im Oktober 2002.

## Tagesgeschehen

### Dienstag, 1. Oktober 2002
- Pinar del Río/Kuba: Der Hurrikan Lili trifft als Kategorie 2 Hurrikan auf die westlichen Teile von Kuba.

### Mittwoch, 2. Oktober 2002
- Berlin/Deutschland: Der Berliner Gnadenausschuss lehnt alle Gesuche zur vorzeitigen Haftentlassung von Egon Krenz ab. Krenz war ab 1999 in der Justizvollzugsanstalt Moabit aufgrund einer Verurteilung im Politbüroprozess inhaftiert.[1]

### Donnerstag, 3. Oktober 2002

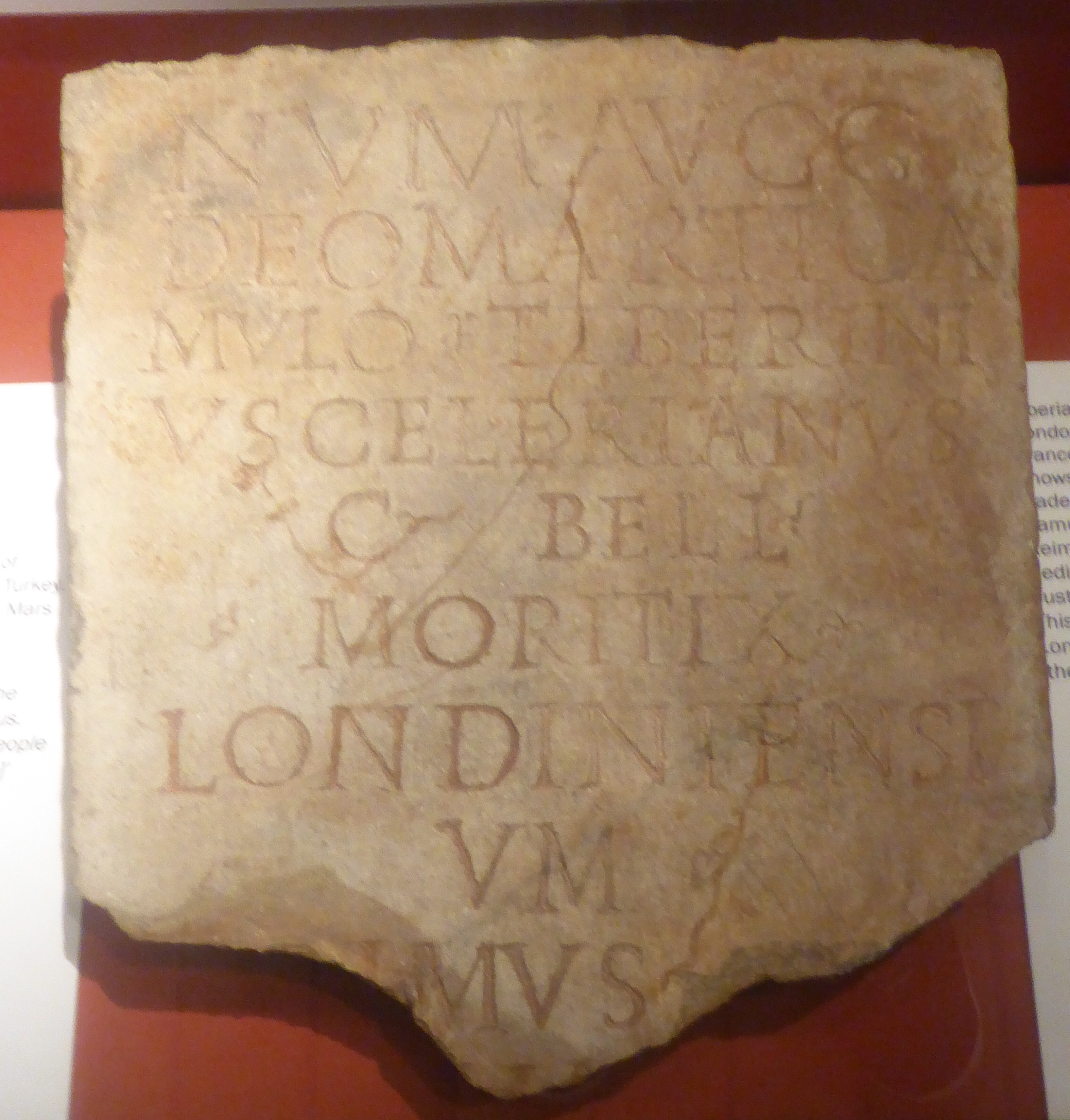
Inschrift des Tiberinius Celerianus

- London/Vereinigtes Königreich: Bei einer Grabung auf dem Gelände des römerzeitlichen Tempelbezirks in Southwark wird die Inschrift des Tiberinius Celerianus aus dem 2. Jahrhundert gefunden. Sie erweist sich als das älteste Schriftdokument, das die Stadt London erwähnt, nämlich in der Form „Londiniensium“ (deutsch „der Londoner“).[2][3]
- Berlin/Deutschland: Mit der Enthüllung des Brandenburger Tors durch Willy Bogner wird die zweijährige Restauration des Berliner Wahrzeichens abgeschlossen.[4]

### Freitag, 4. Oktober 2002
- München/Deutschland: Am frühen Morgen setzt ein Backofen das gesamte Festzelt „Glöckle-Wirt“ auf dem Münchner Oktoberfest in Brand, das vollständig zerstört wird. Menschen kommen dabei nicht zu Schaden.[5]

### Samstag, 5. Oktober 2002
- Alexandria/Vereinigte Staaten: Der amerikanische Staatsbürger John Walker Lindh, der sich als bewaffneter Kämpfer in den Dienst der religiös-fundamentalistischen Taliban in Afghanistan stellte, wird zu 20 Jahren Haft verurteilt.[6]
- Riga/Lettland: Bei der Parlamentswahl erreicht die 2001 gegründete konservative Partei Neue Ära das beste Parteienergebnis, liegt allerdings weit unter der absoluten Mehrheit. Die größten Verluste erleidet die Partei Lettlands Weg, aus dessen Reihen seit 1993 vier Regierungschefs kamen.[7]
- Paris/Frankreich: Der Pariser Bürgermeister Bertrand Delanoë wird während der Veranstaltung Nuit blanche durch einen Messerangriff schwer verletzt.

### Sonntag, 6. Oktober 2002
- Vatikanstadt: Papst Johannes Paul II. spricht den Opus-Dei-Gründer Josemaría Escrivá de Balaguer heilig.
- asch-Schihr/Jemen: Der Öltanker Limburg wird durch eine Explosion beschädigt, dabei stirbt ein Besatzungsmitglied.

### Montag, 7. Oktober 2002
- Stockholm/Schweden: Den Nobelpreis für Physiologie oder Medizin werden in diesem Jahr der Brite John E. Sulston, sein 1927 in Südafrika geborener Landsmann Sydney Brenner sowie der Amerikaner H. Robert Horvitz „für ihre Entdeckungen zur genetischen Steuerung der Organentwicklung und zum programmierten Zelltod“ erhalten.[8]
- Kennedy Space Center/Vereinigte Staaten: Das Space Shuttle Atlantis startet zur Mission STS-112. Der Flug war der 111. Start eines Space Shuttles sowie der 26. Flug der Raumfähre Atlantis.

### Dienstag, 8. Oktober 2002
- Pasadena/Vereinigte Staaten: Das California Institute of Technology gibt die Entdeckung des transneptunischen Objekts Quaoar bekannt. Es ist halb so groß wie Pluto, der als Planet gilt.[9]
- Stockholm/Schweden: Der Nobelpreis für Physik wird in diesem Jahr an den Amerikaner Raymond Davis junior, den Italo-Amerikaner Riccardo Giacconi und den Japaner Masatoshi Koshiba für ihre Arbeit auf dem Feld der Astrophysik verliehen.[10]

### Mittwoch, 9. Oktober 2002
- Gorleben/Deutschland: In der Nacht vom 9. auf den 10. Oktober rollt der bisher umfangreichste Castor-Transport in Deutschland über die Schienen. Die Aktion verläuft weitgehend störungsfrei.[11]
- Stockholm/Schweden: Der Schweizer Kurt Wüthrich, der Amerikaner John B. Fenn sowie der Japaner Kōichi Tanaka werden in diesem Jahr den Nobelpreis für Chemie erhalten. Die Stiftung ehrt ihre Arbeiten in der Erforschung makromolekularer Substanzen. Der Amerikaner Vernon L. Smith und sein 1934 in Israel geborener Landsmann Daniel Kahneman werden für ihren psychologischen Ansatz zur Erklärung des Marktgeschehens in diesem Jahr den Alfred-Nobel-Gedächtnispreis für Wirtschaftswissenschaften erhalten.[12][13]

### Donnerstag, 10. Oktober 2002
- Stockholm/Schweden: Der Ungar Imre Kertész wird in diesem Jahr den Nobelpreis für Literatur erhalten. Eines seiner bekanntesten Werke trägt den Titel Roman eines Schicksallosen.[14]

### Freitag, 11. Oktober 2002
- Oslo/Norwegen: Der von 1977 bis 1981 amtierende 39. Präsident der Vereinigten Staaten Jimmy Carter wird den diesjährigen Friedensnobelpreis erhalten. Das Komitee will ihn für seine Versöhnungsbemühungen in den Arabisch-Israelischen Kriegen auszeichnen.[15]
- Vantaa/Finnland: Bei dem Bombenanschlag von Vantaa auf ein Kaufhaus sterben sieben Menschen.
- Washington, D.C./Vereinigte Staaten: Nachdem sie bereits am Vortag mit deutlicher Mehrheit vom Repräsentantenhaus gebilligt worden war, stimmt auch der Senat mit 77 gegen 23 Stimmen für eine Resolution, die in der Irakkrise den Präsidenten ermächtigt, die US-Streitkräfte einzusetzen, wie er dies zur Verteidigung der nationalen Sicherheit für notwendig und angemessen halte. Dies bildet auf nationaler Ebene die rechtliche Basis für den Irakkrieg ein halbes Jahr später.

### Samstag, 12. Oktober 2002

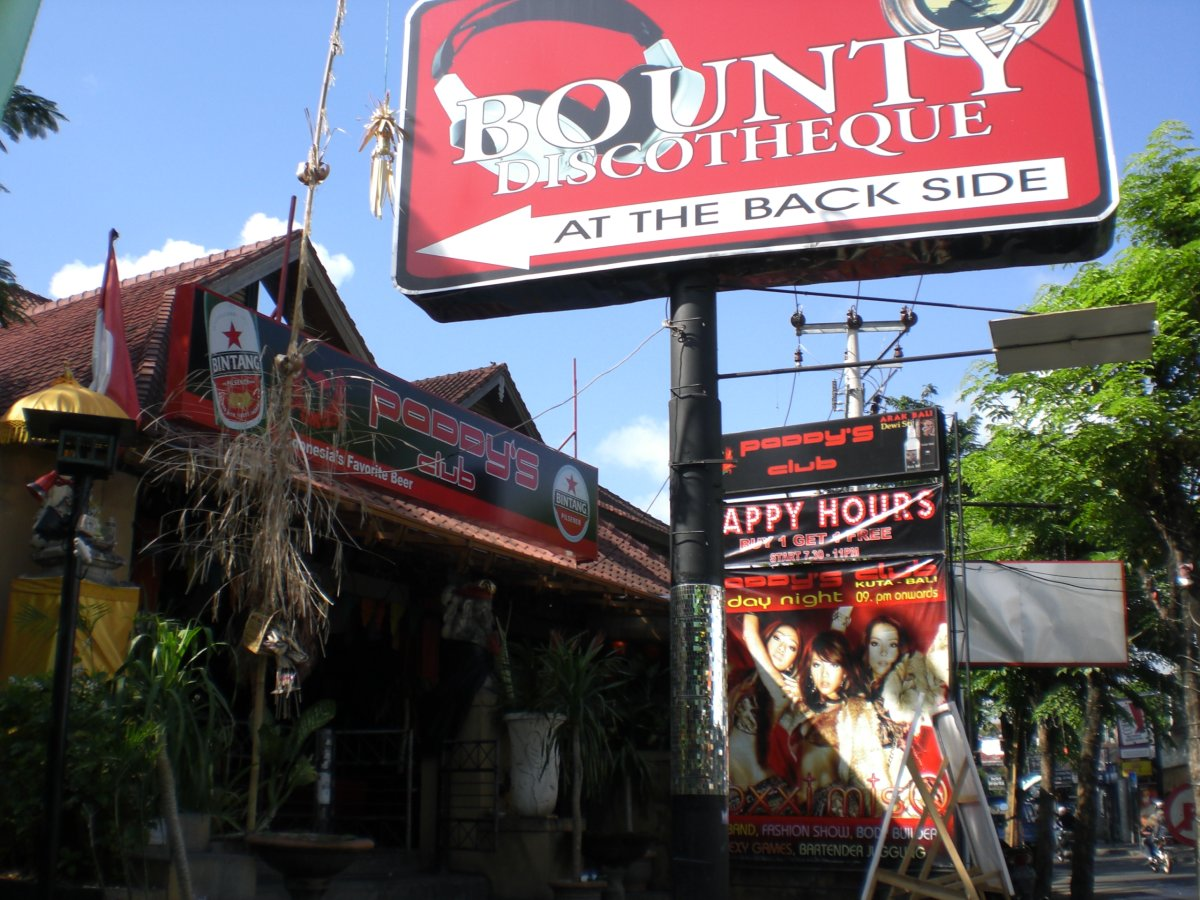
Paddy's, ein Ziel der Attacke auf Bali

- Kuta/Indonesien: Bei einem Terroranschlag der radikal-islamistischen Organisation Jemaah Islamiyah auf eine Touristengegend in Kuta auf der Insel Bali werden 202 Menschen getötet und mindestens 200 weitere verletzt. Bei den Opfern handelt es sich zum großen Teil um Australier.[16]
- Wien/Österreich: Bei der 3. Verleihung des Nestroy-Theaterpreises werden Ulli Maier als beste Schauspielerin und Sven-Eric Bechtolf als bester Schauspieler ausgezeichnet.

### Sonntag, 13. Oktober 2002
- Chicago/Vereinigte Staaten: Die Britin Paula Radcliffe stellt einen neuen Weltrekord im Damen-Marathon auf. Beim Chicago-Marathon absolviert sie die 42,195 km in 2 Stunden 17 Minuten 18 Sekunden und unterbietet damit Catherine Nderebas Bestmarke aus dem Jahr 2001 um 29 Sekunden.[17]
- Frankfurt am Main/Deutschland: Der nigerianische Schriftsteller Chinua Achebe erhält den Friedenspreis des Deutschen Buchhandels.[18]

### Montag, 14. Oktober 2002
- Belfast/Vereinigtes Königreich: Die Autonomie von Nordirland wird nach dem Auseinanderbrechen der Regierungskoalition Nordirlands durch die Regierung des Vereinigten Königreichs ausgesetzt.[19]

### Dienstag, 15. Oktober 2002
- Mirny/Russland: Beim Start einer Sojus-U-Rakete am Kosmodrom Plessezk kommt es zu einem Absturz der Trägerrakete, bei der ein russischer Soldat ums Leben kommt.[20]

### Mittwoch, 16. Oktober 2002
- Den Haag/Niederlande: Das Kabinett Balkenende I zerbricht, nachdem die LPD aus der Koalition austritt.

### Samstag, 19. Oktober 2002
- Kailua-Kona/Vereinigte Staaten: Natascha Badmann aus der Schweiz gewinnt zum dritten Mal in Folge und zum vierten Mal in ihrer Karriere die Konkurrenz der Damen beim Triathlon-Wettbewerb Ironman Hawaii. Bei den Herren gewinnt zum zweiten Mal in Folge der Amerikaner Tim DeBoom.[21]

### Sonntag, 20. Oktober 2002
- Düsseldorf/Deutschland: Jürgen Möllemann tritt als Vorsitzender der FDP Nordrhein-Westfalen und der Landtagsfraktion zurück. Er war unter Druck geraten aufgrund seiner Versuche, die Finanzierung anti-israelischer Flugblätter zu verschleiern.

### Montag, 21. Oktober 2002
- Düsseldorf/Deutschland: Wolfgang Clement (SPD) tritt nach vier Jahren als Ministerpräsident des Landes Nordrhein-Westfalen zurück. Der Landtag wählt seinen Nachfolger voraussichtlich im nächsten Monat. Der aussichtsreichste Anwärter auf das Amt des Ministerpräsidenten ist momentan Clements Parteikollege Peer Steinbrück.[22]
- Lüttich/Belgien: In einer Kokerei von Cockerill-Sambre kommt es zu einer Explosion, bei der zwei Menschen sterben und 26 verletzt werden.[23]

### Dienstag, 22. Oktober 2002
- Berlin/Deutschland: Die Mitglieder des Bundestags wählen Gerhard Schröder (SPD) mit 305 von 603 möglichen Stimmen zum zweiten Mal zum Bundeskanzler. Das Votum für Schröder liegt eine Stimme unter der Anzahl der den Regierungsparteien SPD und Bündnis 90/Die Grünen zugehörigen Mandatsträger.[24]
- Paris/Frankreich: Ein Gericht weist die Klage der Französischen Liga für Menschenrechte und anderer Organisationen gegen Michel Houellebecq zurück, in welcher dem Bestseller-Schriftsteller „Anstiftung zum Rassenhass und zur religiösen Gewalt“ vorgeworfen wird. Dieser diffamierte im Literaturmagazin Lire den Islam.[25]
- Hamburg/Deutschland: Am Hanseatischen Oberlandesgericht beginnt der Prozess gegen den marokkanischen Terroristen Mounir al-Motassadeq wegen seiner Beteiligung an den Terroranschläge am 11. September 2001.[26]
- Baku/Aserbaidschan: Die Fähre Merkur-2 sinkt im Kaspischen Meer. Von den 50 Passagieren können nur neun gerettet werden.[27]

### Mittwoch, 23. Oktober 2002
- Moskau/Russland: 40 bis 50 bewaffnete islamistische Rebellen, die sich der separatistischen Bewegung Tschetscheniens zurechnen, bringen 850 Menschen im Dubrowka-Theater in ihre Gewalt.[28]

### Freitag, 25. Oktober 2002
- Hamburg/Deutschland: Das Containerterminal Altenwerder wird offiziell eingeweiht.[29]
- San Blas/Mexiko: Vom Pazifik aus trifft der Hurrikan Kenna mit Windgeschwindigkeiten von 225 km/h auf das mexikanische Festland. In Mexiko verursacht er Schäden von mehr als 100 Mio. US-$.

### Samstag, 26. Oktober 2002
- Darmstadt/Deutschland: Die Deutsche Akademie für Sprache und Dichtung verleiht den Georg-Büchner-Preis an den Deutschen Wolfgang Hilbig.[30]
- Ätna/Italien: An der Nordostflanke des Ätnas beginnt eine Spalteneruption, welche bis in den Januar 2003 andauert, dabei werden die Touristenstation Ätna Nord sowie weitere Gebäude zerstört.[31]
- Moskau/Russland: Nach drei Tagen wird die Geiselnahme im Dubrowka-Theater durch Spezialkräfte beendet. Nachdem Geiselnehmer und Geiseln durch Einleitung eines Gases, wahrscheinlich ein Fentanyl-Derivat, bewusstlos gemacht werden, gelingt es, alle Geiselnehmer zu töten. Von den Geiseln kommen etwa 130 ums Leben, fast alle aufgrund unzureichender medizinischer Versorgung.

### Sonntag, 27. Oktober 2002
- Brasília/Brasilien: Die zweite Runde der Präsidentschaftswahl endet mit dem Sieg des Kandidaten Luiz Inácio Lula da Silva von der Arbeiterpartei, dem fast doppelt so viele Wähler ihre Stimme geben wie seinem Kontrahenten José Serra von der Sozialdemokratischen Partei.[32]
- Los Cabos/Mexiko: Auf dem 14. Gipfel der Asiatisch-Pazifischen Wirtschaftsgemeinschaft APEC verabschieden die Teilnehmer ein Sicherheitsabkommen für die APEC-Region. Das Fernziel der Mitglieder ist seit 1989 eine Freihandelszone.[33]
- Oberwiesenthal/Deutschland: Das Sturmtief Jeanett zieht über Deutschland hinweg und fordert dabei elf Menschenleben. Der angerichtete Sachschaden durch den Orkan, dessen Spitzengeschwindigkeit bei 183 km/h liegt und auf dem Fichtelberg gemessen wird, beträgt nach ersten Schätzungen mindestens 600 Millionen Euro.[34]

### Montag, 28. Oktober 2002
- Neuruppin/Deutschland: Am Landgericht Neuruppin beginnt der Prozess wegen dreifachen Totschlag sowie Raubmord gegen Frank Schmökel.[35]
- Amman/Jordanien: Der US-amerikanische Diplomat Laurence Foley wird vor seinem Wohnsitz durch ein Schusswaffenattentat getötet. Als Auftraggeber gilt Abū Musʿab az-Zarqāwī, der zur al-Qaida im Irak gehört.

### Dienstag, 29. Oktober 2002
- Ho-Chi-Minh-Stadt/Vietnam: Beim Feuer im International Trade Center (ITC) sterben 60 Menschen, 90 werden verletzt. Das Feuer ist bei Schweißarbeiten in einer im Gebäude untergebrachten Disko entstanden.[36]

### Mittwoch, 30. Oktober 2002
- Tel Aviv-Jaffa/Israel: Die Awoda tritt aufgrund von Differenzen in der Haushaltsplanung für 2003 aus der Regierungskoalition unter Ariel Scharon aus.[37]
- Soweto/Südafrika: Die rechtsradikale Boeremag verübt mehrere Bombenanschläge in dem Township.[38]
- Kosmodrom Baikonur/Kasachstan: Die Mission Sojus TMA-1 startet zum Flug zur Internationale Raumstation.

### Donnerstag, 31. Oktober 2002
- Apulien und Molise/Italien: Ein Erdbeben mit einer Stärke von 5,7 MW erschüttert Teile von Italien. In San Giuliano di Puglia stürzt eine Schule ein und begräbt 26 Schüler sowie eine Lehrerin unter den Trümmern.[39]

## Weblinks

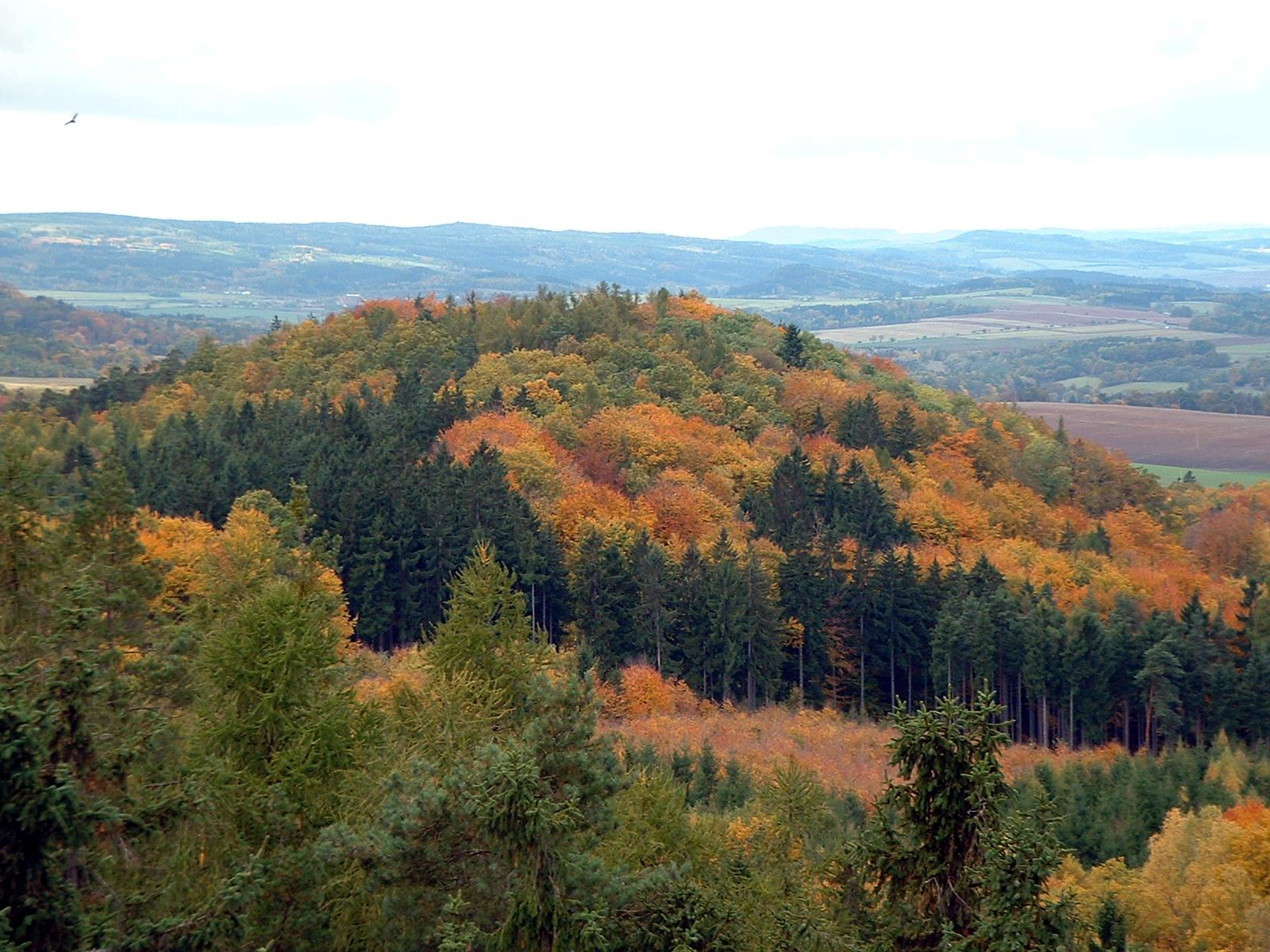
Tschechische Republik im Oktober 2002